# 近藤功司
近藤 功司（こんどう こうし）は日本の著作家、編集者、ゲームデザイナー。冒険企画局代表。

## 略歴
ボードゲーム、カードゲーム、ゲームブック、テーブルトークRPGの分野で活動し、1987年に冒険企画局を設立する。設立のきっかけとなった企画には、「ウォーロック」誌（社会思想社）に掲載された黒川金山への取材があげられる。その後「ウォーロック」誌のメインライターとして活躍後、二代目の編集長も務める。またオリジナル作品としては、シェアード・ワールドである「ユキリア世界」を考案する。ゲームデザイナーとしては『アップル・ベーシック』の基本デザイン、カードゲームでもある『レムリカ銃士隊』シリーズなどを手がけ、コンピュータゲームのゲームデザインにも関わる。TRPG関連の著作もある。
日本独自の用語である「テーブルトークRPG」の元となる「テーブル・トークのRPG」という言葉を商業メディアで初めて提唱したと思われる人物でもある。テーブルトークRPG#企画・デザインも参照。
ゲームマスターのプレイスタイルについて「ドラゴンマガジン」誌の連載でアンケートを行ない、シナリオ、ルール、ダイスの目をどの程度遵守するかについて調査した。テーブルトークRPGのプレイスタイル#ルールとシナリオの関係も参照。
著書でプロ野球のファンであること、スキーが趣味であることを明かしている。

## 編集者
- ウォーロック - 34号・36号-63号(休刊まで)の編集長を務める

## 作品リスト

### 著書
- 『やっぱりRPGが好き!』　富士見書房〈富士見ドラゴンブック〉 - 冒険企画局との共著。「ドラゴンマガジン」誌の連載の単行本化。イラストは都築和彦、末広雅里、竜胆丈二。
- 『それでもRPGが好き!』　富士見書房〈富士見ドラゴンブック〉 - 同上
- 『ファンタジーRPGクイズ』シリーズ　富士見書房〈富士見ドラゴンブック〉- 著者は冒険企画局。あとがき等を担当

### テーブルトークRPG
- 『レムリカ銃士隊』シリーズ　翔企画 - メインゲームデザイン
- 『アップルベーシック』シリーズ　宙出版等 - 汎用ルールをデザイン
  - 『タイムスライダーΛ（ラムダ）時空管理局』- メインゲームデザイン
  - 『ウィッチクエスト』 - リプレイで、猫のプレイヤーキャラクター「ゆうのす」を担当

### カードゲーム
- 『レムリカ銃士隊』シリーズ　翔企画 - TRPGルールを搭載していたが単体でカードゲームとしてもプレイ出来た
- 『迷宮牧場の決闘』 - メインゲームデザイン

### 雑誌
- 『私観ゲームブック論』 - 「シミュレイター」誌連載
- 『ゲームの殿堂』 - 「ウォーロック」誌連載。ゲームブック、テーブルトークRPG、ボードゲームの評論
- 『やっぱりRPGが好き!』 - 「ドラゴンマガジン」誌連載（後に単行本化。「著書」参照）
- 『やっぱりRPGが好き! 特別編』 - ムック『まるごと一冊冒険企画局』掲載、2010年

### コンピュータゲーム
- あさめしまえにゃんこ　ザムス - スーパーファミコン用ソフト
- その他、百の世界の物語、首都高バトルシリーズなど冒険企画局作品に関わっていたと考えられる